# Synchronisation audio vidéo
En production, l'image et le son s'enregistrent ou se mixent sur deux supports séparés.

La synchronisation audio video est la coordination de la production de l'image et du son qui lui est associé.

Il en est de même pour quasiment toutes les méthodes de production en audiovisuel (vidéo, cinéma, etc.).

## Historique

### Au cinéma
Après le cinéma muet, le cinéma sonore ; le cinéma parlant a dû résoudre ce problème de synchronisation dû à l'enregistrement sur des supports différents. La synchronisation des moteurs d'entrainement a permis de garantir une vitesse de défilement identique entre la caméra et l'enregistreur sonore, le clap enregistré en audio et filmé a permis dans le cinéma de résoudre le problème d'adressage.
- Biphase mark code (en)

## Évolution

### Synchronisation en analogique
La nécessité de synchroniser plusieurs machines (image et son) a conduit à l'invention du timecode.
Le principe d'origine, en analogique, est de considérer qu'un machine dite « maître » va servir de référence par rapport à d'autres machines dites « esclaves ». Les esclaves vont se référencer au timecode du maître et seront en situation de « poursuivre » leur synchronisation avec celui du maître. La conséquence non-désirée sera l'ajout d'un Pleurage et scintillement.

### Synchronisation en numérique
Cette vitesse est assurée par l'utilisation d'une horloge de référence maître dont le signal appelé Word clock, (WC), Master Clock ou House Clock.

## Les différents systèmes
- MMC (MIDI Machine Control) est utilisé dans le monde des périphériques MIDI.
- SMPTE/LTC (Society of Motion Pictures and Television Engineers/Linear (ou Longitudinal) Timecode) est la norme utilisée dans les films analogiques. Cette norme est implémentée dans la vidéo numérisée. Cette synchronisation est présente sur une bande magnétique où est inscrit le signal audio/vidéo.
- MTC est la norme SMPTE adaptée pour le MIDI. Le but est d'éviter la conversion SMPTE/MIDI en traduisant directement sous forme de message MIDI le code SMPTE provenant d'une machine maître. Ce système permet de synchroniser une machine MIDI avec un lecteur de bande (audio ou vidéo). Le signal MIDI sur la bande a pour nom FSK (Frequency Shift Keying).
- Longitudinal Time Code (en), (Longitudinal Time Code) inscrit sur une piste longitudinale de la bande vidéo. Il est utilisé en vitesse de lecture normale et accélérée
- VITC (Vertical Interval Time Code) inscrit dans l'intervalle de suppression trame du signal vidéo. Il est utilisé en lecture ralentie.
- MIDI Clock  ou Real Time permet à deux machines de fonctionner en synchronisation. L'horloge MIDI divise la noire en 24 impulsions.Cette synchronisation est basée sur un tempo. Elle assure une synchronisation stable entre appareils au même tempo BPM (des boîtes à rythme, séquenceurs hardware externes).
- VST System Link  permet la synchronisation de plusieurs systèmes nuendo.
- ReWire est un protocole d'échange d'informations entre plusieurs logiciels d'édition musicale (Cubase, FL Studio, Reason, Digital Performer, Max/msp) créés par Steinberg et Propellerheads. Il permet la synchronisation de la lecture et des évènements au sein du projet musical.
- Jack est un serveur gérant le protocole entre plusieurs logiciels audio compatibles POSIX (Mac et Linux). La qualité du serveur tient au respect de la synchronisation et au temps de latence.